# OGLE-TR-211
OGLE-TR-211 är en ensam stjärna i norra delen av stjärnbilden Kölen. Den har en skenbar magnitud av ca 14,3 och kräver ett kraftfullt teleskop för att kunna observeras. Baserat på parallaxmätning på ca 0,55 mas, beräknas den befinna sig på ett avstånd på ca 5 700 ljusår (ca 1 750 parsek) från solen.

## Egenskaper
OGLE-TR-211 är en gul till vit stjärna i huvudserien av spektralklass F7-F8 och klassificeras som planetpassage-variabel. Den har en massa som är ca 1,33 solmassa,  en radie som är ca 1,64 solradie och har en effektiv temperatur av ca 6 300 K.

## Planetsystem
OGLE-TR-211 har en transiterande exoplanet, OGLE-TR-211 B, av typen het Jupiter som kretsar i en snäv bana kring stjärnan.
| Planet | Massa         | Halv storaxel (AE) | Siderisk omloppstid (d) | Excentricitet | Inklination | Radie |
| ------ | ------------- | ------------------ | ----------------------- | ------------- | ----------- | ----- |
| b      | 1,03 ± 0,2 MJ | 0,051 ± 0,001      | 3,67724 ± 0,00003       | 0             | -           | -     |